# Natividad Márquez
General Natividad Márquez fue un militar mexicano con idealismo villista que participó en la Revolución mexicana. Ingresó a las filas de la División del Norte constitucionalista como consecuencia de la usurpación del general Victoriano Huerta, en 1913. Participó en las primeras batallas de ese año, pues el 26 de agosto murió en el combate de San Andrés, Chihuahua. 